# Teoria do louco

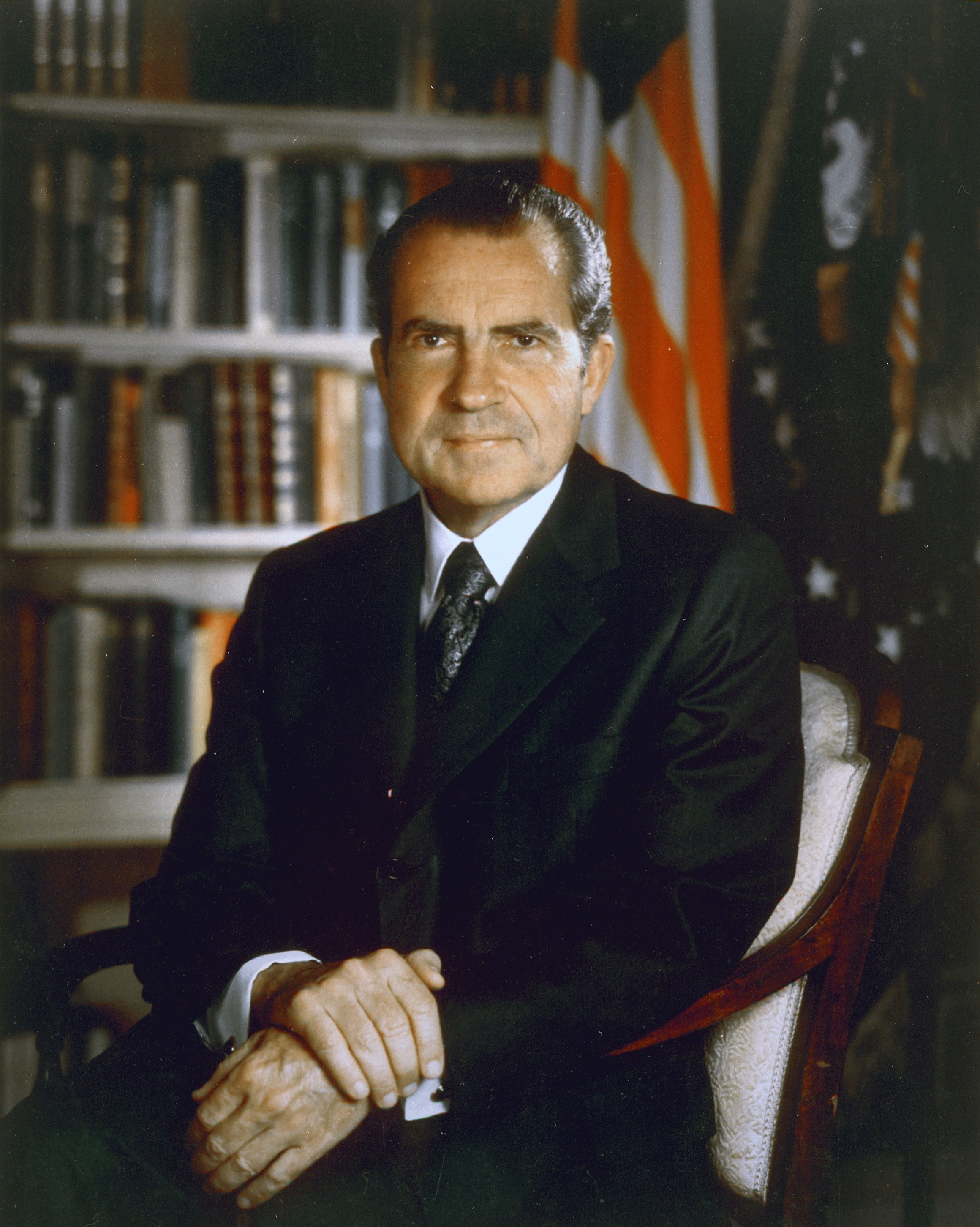
Richard Nixon, ex-presidente dos Estados Unidos que criou a teoria do louco.

A teoria do louco teve um papel importante na política externa de Richard Nixon, onde ele e sua administração tentaram fazer com que os líderes do bloco comunista pensassem que Nixon era irracional e inconstante. Segundo a teoria, os líderes então evitariam provocar os Estados Unidos, pois temeriam uma resposta americana imprevisível.
Nixon havia explicado ao seu chefe de gabinete, H. R. Haldeman, sobre a estratégia:
Eu a chamo de Teoria do Louco, Bob. Quero que os norte vietnamitas acreditem que eu chegaria ao ponto de fazer qualquer coisa para acabar com a guerra. Iremos somente dizer algumas palavras, "pelo amor de Deus, vocês sabem que Nixon está obcecado com o comunismo. Não poderemos contê-lo quando ficar com raiva — e ele tem a mão sobre o botão nuclear" e Ho Chi Minh estaria em Paris em dois dias implorando por paz.
Em outubro de 1969, a administração Nixon indicou à União Soviética que o "louco estava solto" quando o exército Estados Unidos foi ordenado a ficar em prontidão para a guerra (sem o conhecimento da maioria da população americana) e bombardeiros armados com armas termonucleares sobrevoaram a fronteira soviética três dias consecutivos.
A administração também empregou a "estratégia do louco" para forçar o governo norte vietnamita a negociar o fim da Guerra do Vietnã. Na mesma linha, diplomatas americanos, especialmente Henry Kissinger, descreveram a Campanha do Camboja como um sintoma da suposta instabilidade de Nixon.
Em 1517, Maquiavel argumentou que às vezes é "muito sábio simular loucura" (Discursos sobre a Primeira Década de Tito Lívio, livro 3, capítulo 2). No livro "Nixon's Vietnam War", Kimball argumenta que Nixon chegou nessa estratégia de forma independente, como resultado da experiência prática e pela observação da manipulação na Guerra da Coreia por Dwight D. Eisenhower.

## A teoria na atualidade
Atualmente, o comportamento da Coreia do Norte é visto por analistas como sendo muito racional, apesar de ser um Estado isolado e com um governo fraco, se comparado a outras potências, consegue manter seus inimigos afastados e controlados de acordo com seu interesse.
Por outro lado, analistas acreditam que o presidente Donald Trump a tem utilizado para manter um certo cenário de imprevisibilidade em relação a Coreia do Norte.